# Gales Addition (Washington)
Gales Addition es un lugar designado por el censo ubicado en el condado de Clallam en el estado estadounidense de Washington.

## Geografía
Gales Addition se encuentra ubicado en las coordenadas 48°6′16″N 123°22′38″O / 48.10444, -123.37722.